# Wierzbica (powiat legionowski)
Wierzbica – wieś sołecka w Polsce położona w województwie mazowieckim, w powiecie legionowskim, w gminie Serock.
We wsi znajduje się skrzyżowanie dróg krajowych 61 i 62.
Wieś duchowna położona była w drugiej połowie XVI wieku w powiecie serockim ziemi zakroczymskiej województwa mazowieckiego. W 1785 roku wchodziła w skład klucza trzepowskiego biskupstwa płockiego. W latach 1975–1998 miejscowość administracyjnie należała do województwa warszawskiego.